# 烟台经济技术开发区
烟台经济技术开发区地处山东半岛黄海之滨，东、西、南分别与烟台市芝罘区、蓬莱市和福山区接壤。

## 自然环境
地势平坦，四季分明。年均气温为12.5℃，极端最低气温－13.1℃，极端最高气温38℃。年均降雨量为737毫米，相对湿度为64% 。年均日照时数为2673.3小时。

## 发展简介
烟台经济技术开发区1984年10月经国务院批准设立，1985年3月动工建设，是全国首批14个国家级开发区之一。2019年8月26日成为中国（山东）自由贸易试验区的一部分。